# Modraže
Modraže este o localitate din comuna Poljčane, Slovenia, cu o populație de 69 de locuitori.